# Erik Iljans
Karl Erik Gunnar Iljans (ur. 17 listopada 1969 w Nora) – szwedzki narciarz, specjalista narciarstwa dowolnego. Najlepszy wynik na mistrzostwach świata osiągnął podczas mistrzostw w Madonna di Campiglio, gdzie zajął 16. miejsce w skicrossie. Zajął także 16. miejsce w tej samej konkurencji na igrzyskach olimpijskich w Vancouver. Najlepsze wyniki w Pucharze Świata osiągnął w sezonie 2006/2007, kiedy to zajął 37. miejsce w klasyfikacji generalnej, a w klasyfikacji skicrossu był piąty.
W 2010 r. zakończył karierę. Jego żona Magdalena Iljans również uprawiała narciarstwo dowolne.

## Sukcesy

### Igrzyska olimpijskie
| Miejsce | Dzień     | Rok  | Miejscowość | Konkurencja | Zwycięzca      |
| ------- | --------- | ---- | ----------- | ----------- | -------------- |
| 16.     | 21 lutego | 2010 | Vancouver   | Skicross    | Michael Schmid |

### Mistrzostwa Świata
| Miejsce | Dzień    | Rok  | Miejscowość          | Konkurencja | Zwycięzca    |
| ------- | -------- | ---- | -------------------- | ----------- | ------------ |
| 19.     | 18 marca | 2005 | Ruka                 | Skicross    | Tomáš Kraus  |
| 16.     | 6 marca  | 2007 | Madonna di Campiglio | Skicross    | Tomáš Kraus  |
| 33.     | 2 marca  | 2009 | Inawashiro           | Skicross    | Andreas Matt |

### Puchar Świata

#### Miejsca w klasyfikacji generalnej
- 2001/2002 – 103.
- 2002/2003 – –
- 2003/2004 – 79.
- 2004/2005 – 95.
- 2005/2006 – 74.
- 2006/2007 – 37.
- 2007/2008 – 111.
- 2008/2009 – 88.
- 2009/2010 – 131.

#### Miejsca na podium
1. Les Contamines – 2 lutego 2007 (Skicross) – 3. miejsce
2. Flaine – 14 stycznia 2009 (Skicross) – 3. miejsce